# شارة القدس
شارة القدس هي شارة أي معلومات مخطوطة توجد في عدة مخطوطات للعهد الجديد تقول إن المخطوطة «نسخت وصححت من الأمثلة العتيقة من القدس المحفوظة على الجبل المقدس». حسب معظم العلماء الجبل هو جبل آثوس. لا توجد دائمًا علاقة بين نصوص هذه المخطوطات مع انتماء عدد مهم منها إلى مجموعة Λ (039), 164, 262. في عدّة حالات نقلت الشارة من مخطوطة لأخرى بشكل مستقل عن النص. تنتمي معظم هذه المخطوطات إلى النوع البيزنطي. حسب ك. ليك الجبل هو جبل سيناء.

## مواقع خارجية
- Assorted Short Definition at the Encyclopedia of New Testament Textual Criticism